# Klasztor Schäftlarn
Klasztor Schäftlarn – barokowy kościół klasztor benedyktynów, znajdujący się w Schäftlarn.

## Źródła
- Wolfgang Winhard: Kloster Schäftlarn: Geschichte und Kunst. Fotos von Gregor Peda. Kunstverlag Peda, Passau 1993, ISBN 3-927296-80-5.